# Władysław Sikorski
Władysław Eugeniusz Sikorski, född 20 maj 1881 i Tuszów Narodowy i Österrike-Ungern (nära Mielec i nuvarande Polen), död 4 juli 1943 i Gibraltar, var en polsk militär och politisk ledare. Han tillhörde den polska adelsätten Kopaszyna med anor från 1200-talet. Han deltog i polsk-sovjetiska kriget 1920 vid bland annat slaget vid Warszawa. Sikorski var kritisk till Józef Piłsudskis statskupp och var utan militära uppdrag åren 1928–1939. Då bedrev han forskning och publicerade ett antal vetenskapliga verk med militär och politisk inriktning.

## Biografi
Efter krigsutbrottet 1939, då han av överbefälhavaren Edward Rydz-Śmigły förvägrades att leda någon enhet, flydde han till Paris där han på uppdrag av Frankrike och Storbritannien organiserade den första polska kåren av soldater som lyckades fly till väst efter det polska nederlaget. Han blev premiärminister och minister för militära frågor för den polska exilregeringen i London under andra världskriget och överbefälhavare under andra världskriget för de polska underjordiska styrkorna och för de reguljära militära styrkorna i väst. Efter Frankrikes fall 1940 flydde han till Storbritannien och organiserade undsättning av polska styrkor i Frankrike till Skottland. I september 1940 ingick han med den brittiska regeringen avtal om att omorganisera och bygga ut de polska militära styrkorna i väst.
Efter det tyska anfallet på Sovjetunionen 1941 försökte den brittiske utrikesministern Anthony Eden att få igång polsk-sovjetiska relationer som hade brutits vid den sovjetiska invasionen av Östpolen 1939. Sikorski och den sovjetiske ambassadören i London, Ivan Majskij, inledde den 17 augusti 1941 samtal som fortsatte i november-december 1941 direkt med Stalin och Molotov när Sikorski assisterad av polske ambassadören i Moskva, professor Stanisław Kot och general Władysław Anders besökte Moskva. Stalin deklarerade "amnesti" för polacker i Sovjetunionen som möjliggjorde utvandring av 70 000 polacker via Persien. Det fanns dock fortfarande ett stort antal polacker som inte frigavs från Gulag eller som inte fick kännedom om eller möjligheter att utvandra. Många av dessa kom att ingå i den polska armé som organiserades av sovjeterna något år senare. Sikorski företog tre resor till USA och Kanada för att informera om situationen i Polen, utverka krediter för stöd av den underjordiska armén, Hemmaarmén (AK), och för att utverka erkännandet av AK som reguljär militär styrka. 1943, som en följd av avslöjandet av Katynmassakern på polska officerare i Sovjetunionen, avbröts de diplomatiska kontakterna mellan Stalins och Sikorskis regeringar.
Sikorski omkom i ett flyghaveri vid Gibraltar vid flygningen från en inspektionsresa av polska styrkor i Mellanöstern och samtal med general Władysław Anders. Sikorski begravdes i Newark-on-Trent, utanför Nottingham i England. En sorgegudstjänst hölls i Katolska kyrkan i Stockholm torsdagen den 15 juli 1943, där bland andra Per Albin Hansson och alla diplomater i Stockholm närvarade.[källa behövs] Den 17 september 1993 jordfästes hans kvarlevor i den kungliga kryptan på slottet Wawel i Kraków. 
Oklarheter kring flyghaveriet och att hans kropp inte kunnat identifieras gav upphov till spekulationer om att det var fråga om en attentat eller till och med att haveriet maskerade en sovjetisk kidnappning. Brittiska utredningsdokument i detta ärende är fortfarande hemligstämplade.

## Utmärkelser
- Vita örnens orden
- Storkors av Vita örns orden
- Sankt Savaorden
- Storkorsriddare av Italienska kronorden
- Storkors av  Vita lejonets orden
- Uppgående solens orden, andra klass
- Kommendörstecknet av I klass av Finlands Vita Ros’ orden
- Frihetskorset (Estland)
- Tjeckoslovakiska krigskorset 1914–1918
- Tjeckoslovakiska krigskorset 1939–1945
- Krigsminnesmedalj 1918–1921
- Storkorset av Finlands Vita Ros’ orden
- Polska självständighetskorset
- Krzyż i Medal Niepodległości
- Storkors av Rumänska kronorden
- Erinnerungskreuz 1912/13
- Storofficer av Leopoldsorden
- Centrala litauiska arméns förtjänstkors
- Grunwaldskorsets orden, första graden
- Medalj för tio år av återvunnen frihet
- Kommendörskors av Virtuti Militari
- Krigskorset
- Storkors av Hederslegionen
- Storofficer av den rumänska Stjärnorden
- Tre Stjärnors orden, andra klass
- Silverkors av Virtuti Militari
- Kommendör av Polonia Restituta
- Polens gyllene förtjänstkors
- Storkors av Polonia Restituta
- Storkorset av Mexikanska Aztekiska Örnorden
- Tapperhetskorset
- Storofficer av Hederslegionen
- Kommendör av Hederslegionen

[Redigera Wikidata]